# 雪莉·巴巴绍夫
雪莉·巴巴绍夫（英語：Shirley Babashoff，1957年1月31日—），美国女子游泳运动员。她曾代表美国参加1972年和1976年夏季奥林匹克运动会游泳比赛，获得二枚金牌和六枚银牌。